# Chuuk (Atoll)

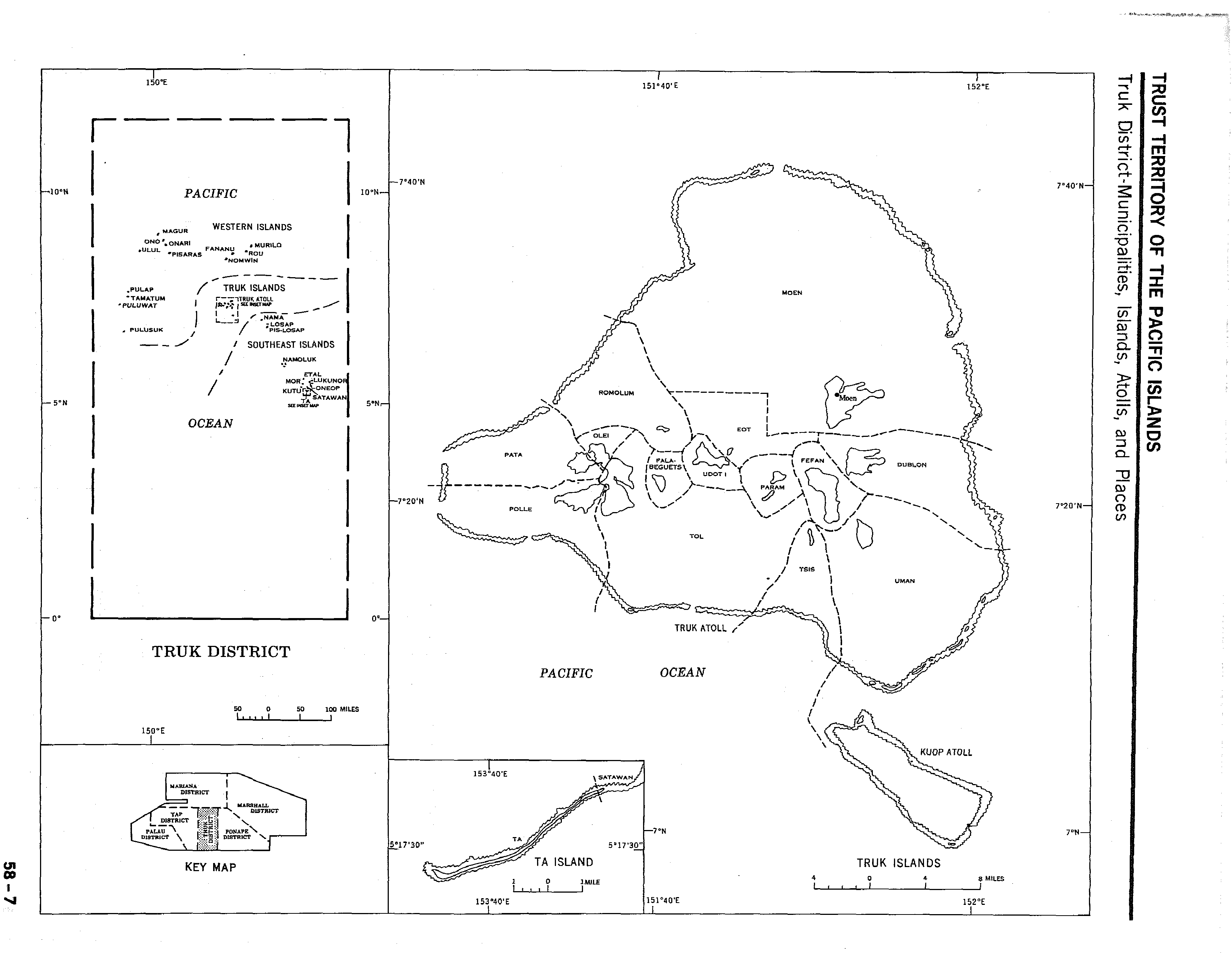
Gemeindegliederung 1970

Chuuk, früher Truk, Ruk oder Hogoleu, ist ein Atoll der Karolinen im Pazifik. Zusammen mit anderen, kleineren Inseln und Atollen bildet Chuuk den gleichnamigen Bundesstaat Chuuk der Föderierten Staaten von Mikronesien.

## Geographie
In der Lagune von Chuuk befinden sich insgesamt 57 Inseln. Die elf größten sind vulkanischen Ursprungs und bewohnt. Acht von diesen bilden die Faichuk Islands mit der Hauptinsel Tol. Die Lagune wird durch ein Korallenriff mit weiteren 41 Inseln begrenzt. Diese sind mit Ausnahme von Piis-Paneu im Norden unbewohnt. Die Gesamtfläche aller Inseln beträgt 99,87 km², während die Lagune 2131,34 km² misst.
Die Hauptstadt des Atolls und des Bundesstaates Chuuk ist Weno auf der im Osten der Lagune in der Gruppe der Nomoneas Islands liegenden gleichnamigen Insel Weno. Während der deutschen und japanischen Kolonialzeit war Tonoas (damals Dublon) die Hauptstadt.
Zur Volkszählung 2010 bestand die Bevölkerung des Atolls aus 36.158 Einwohnern.
Nur drei Kilometer vom südöstlichen Rand entfernt liegt das kleine unbewohnte Atoll Neoch.

## Geschichte
Seit dem 16. Jahrhundert war Chuuk im Besitz Spaniens, im Jahr 1898 wurden sie eine Kolonie des Deutschen Reiches. Ab 1909 bestand der Stationsbezirk Truk. Im Ersten Weltkrieg wurde die Insel von Japan besetzt.

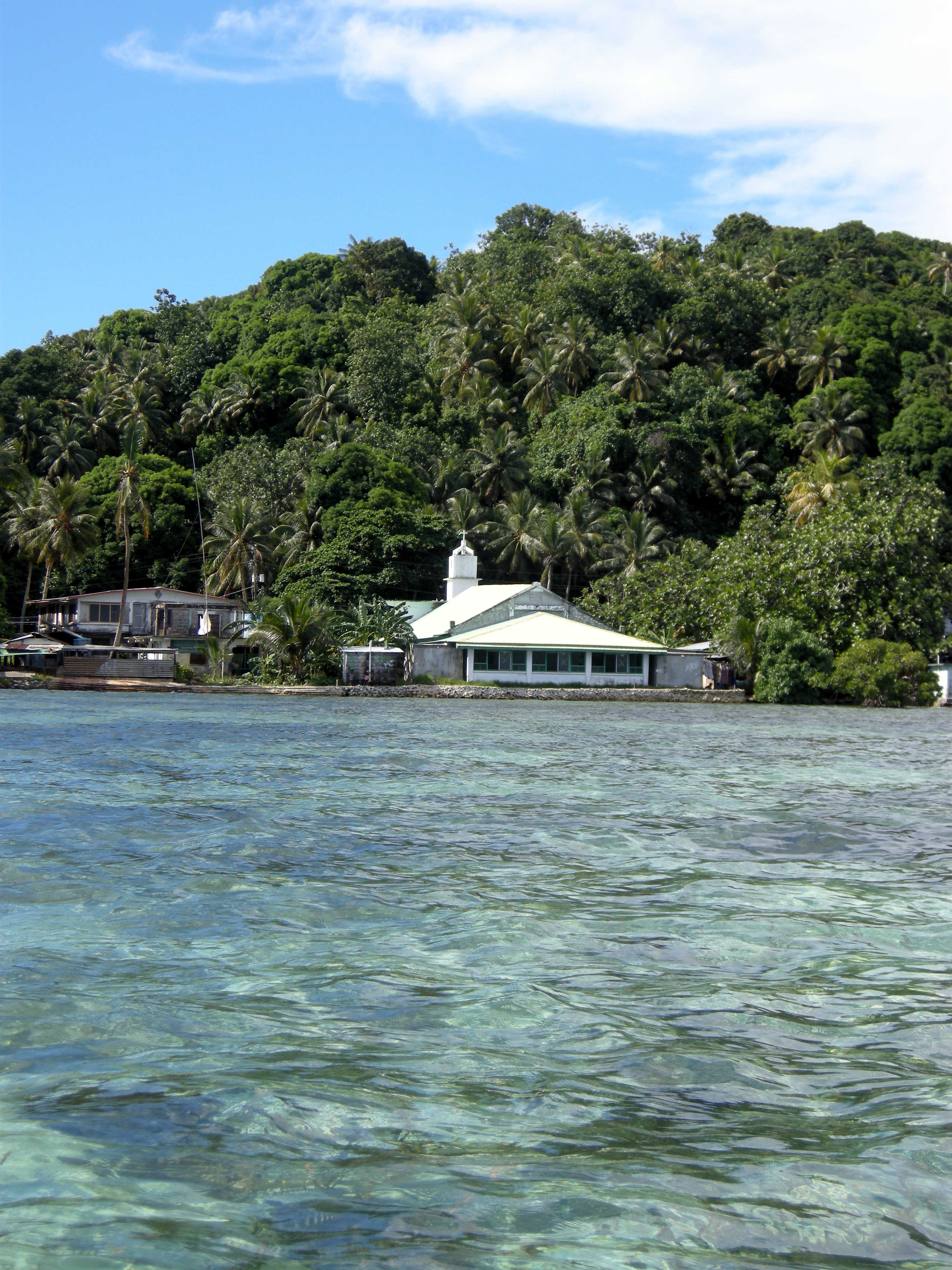
Kirche auf der Insel Weno

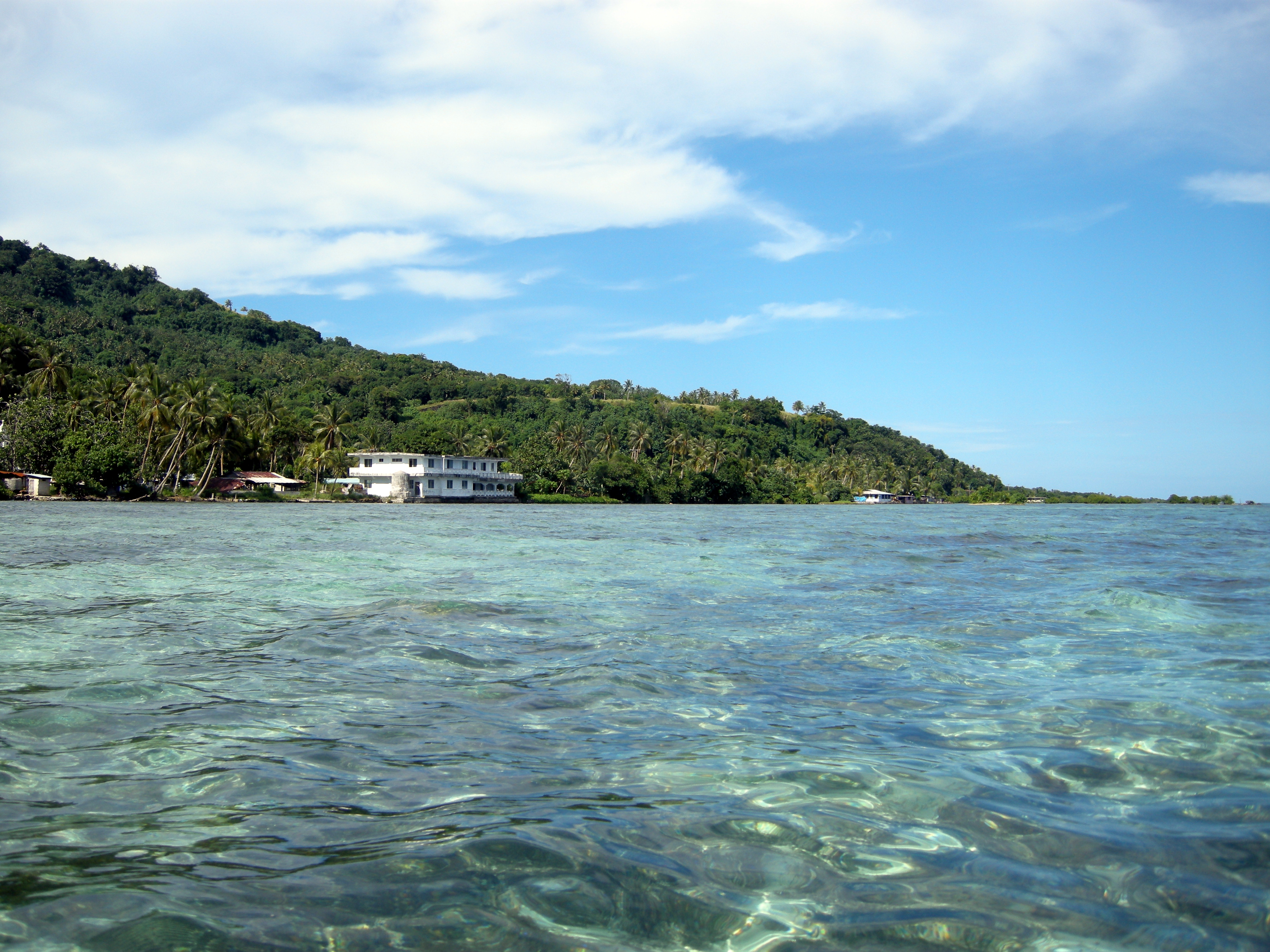
Insel Weno

Der Umstand, dass Chuuk etwa auf halbem Weg zwischen Hawaii und den Philippinen liegt, machte die Inseln strategisch wertvoll. Die Japaner bauten einen ihrer wichtigsten, vorgeschobenen Marinestützpunkte und stationierten dort einen größeren Anteil ihrer Pazifik-Flotte. Zudem unterhielten sie während des Pazifikkriegs im Zweiten Weltkrieg Arbeitslager, wohin sie zwei Drittel der Bevölkerung der Insel Nauru deportierten.
| Einheiten                              | Oberbefehlshaber                                                            | Stärke |
| -------------------------------------- | --------------------------------------------------------------------------- | ------ |
| Hauptquartier der 4. Flotte            | Vizeadmiral Kobayashi Masami Vizeadmiral Hara Chūichi (ab 19. Februar 1944) | 27.856 |
| Hauptquartier der 4. Basisstreitkräfte |                                                                             | 27.856 |
| Hauptquartier der 31. Armee            | Generalleutnant Shunzaburo Mugikura                                         | 128    |
| 52. Division                           | General Hideyoshi Obata                                                     | 7.129  |
| 51. Unabhängige Gemischte Brigade      | Generalmajor Kanenobu Ishuin                                                | 4.789  |
| 9. Unabhängiges Pionierregiment        |                                                                             | 483    |
| GESAMT                                 | GESAMT                                                                      | 40.385 |

Am 17. und 18. Februar 1944 wurde Chuuk im Rahmen der Operation Hailstone massiv von Flugzeugen der US-Navy bombardiert. Dabei wurden der japanische Stützpunkt und große Teile der Inseln fast vollständig zerstört. Zwölf vor Anker liegende Kriegsschiffe und 32 Transportschiffe der japanischen Flotte wurden versenkt.
Eine Invasion der Inseln durch die US-Amerikaner fand allerdings nicht statt. Nach dem Kriegsende wurde Chuuk Teil des Treuhandgebiets Pazifische Inseln der USA.
Am 10. Mai 1979 ratifizierte Chuuk die Verfassung der Föderierten Staaten von Mikronesien und wurde mit der offiziellen Unabhängigkeit am 3. November 1986 integraler Bestandteil dieser neuen Nation.
Im Juli 2002 kam es während des tropischen Wirbelsturms Chataan infolge der starken Regenfälle zu mehr als 30 Erdrutschen, durch die 47 Menschen starben und zahlreiche weitere verletzt wurden.

## Wracks
Aufgrund der Kriegsereignisse liegen innerhalb der Lagune zahlreiche versenkte Schiffe auf Grund. Viele der Schiffe liegen auf ebenem Kiel in etwa 20 Metern Wassertiefe und können betaucht werden. Die Wracks von Chuuk sind geschützt und dürfen nicht verändert werden. Die in den Schiffen enthaltenen Ladungen an Öl und Waffen bilden eine tickende Zeitbombe, die bei Zerfall der Schiffe das Ökosystem bedroht.